# عمرو بن كلثوم
عمرو بن كلثوم بن مالك بن عَتّاب (؟ - نحو 600م): أحد شعراء العرب قبل الإسلام، من أصحاب المعلقات، وطبقة الشعراء الأولى. ولد في الجزيرة الفراتية في بلاد ربيعة، وتجول فيها وفي الشام ونجد.
يصعب تحديد زمن ولادته بدقة، وقد قدر أرماند دي برسفال مولده في عشرينات القرن السادس الميلادي، وساد قومه صغيرا - زعموا ابن خمس عشرة سنة- وكان فارسا شجاعا ذا حميّة معجبا بنفسه.وكان وهو شاباً يزور عمرو بن المنذر ملك تنوح والحيرة (554م -570 م)، وينشده الشعر ولكن لا يمدحه. ويبدو أن شيئا من الوحشة قد وقع بين ابن كلثوم وعمرو بن المنذر منذ ذلك الحين، ويزعم الأخباريون أنه هو الذي قتل الملك عمرو بن المنذر في حديث طويل، حوالي العام (570 م)، في العام الذي ولد فيه محمد.وقد عاصر النعمان بن المنذر (580م - 602م)، فهجاه هجاء كثيرا، وله معه أخبار. ويقال إن أخاه "مرة بن كلثوم التغلبي"، هو قاتل المنذر بن النعمان بن المنذر. ويشكك الدكتور طه حسين في قتل هؤلاء للملكين التنوخيين، ويعتبر ذلك نوعًا من أنواع القصص التي يرويها الرواة والقصاصين للمفاخرة بقبائلهم، البعيدة كل البعد عن الحقائق التاريخية.
لعمرو بن كلثوم ديوان صغير. وفي معلقته أشعار مضطربة وتكرار، وعدم تجانس في وحدة الموضوع. ولا يستبعد جواد علي أن ذلك بسبب تلاعب الرواة في القصيدة والنحل، وشكك في معظم القصيدة.ويزعم الرواة أنها كانت مؤلفه من ألف بيت أو يزيد، فإن صح ذلك، فهي أطول قصيدة في تاريخ الشعر العربي نسبها علماء الشعر إلى أحد من الجاهليين.هذا ويشكك الباحث الدكتور طه حسين في شعر عمرو بن كلثوم، ويعده منحولاً.

## نسبه
- عمرو بن كلثوم بن مالك بن عتّاب بن سعد بن زهير بن جشم بن بكر بن حبيب بن عمرو بن غنم بن تغلب بن وائل بن قاسط بن هنب بن أفصى بن دعمي بن جديلة بن أسد بن ربيعة بن نزار بن معد.[11]
- أمه: هي ليلى بنت المهلهل بن ربيعة بن الحارث بن زهير بن جشم بن بكر بن حبيب بن عمرو بن غنم بن تغلب بن وائل.[12]

## سيرته وحياته
عمرو بن كلثوم بن مالك بن عتّاب أبو الأسود من بنى تغلب. شاعر جاهلي من الطبقة الأولى» ولد في شمالي جزيرة العرب في بلاد ربيعة وتجول فيها وفي الشام والعراق ونجد. كان من أعز الناس نفسا وهو من الفتاك الشجعان» ساد قومه (تغلب) وهو فتىّ وعمّر طويلاً وهو الذي قتل الملك عمرو بن هند. أشهر شعره معلقته التي مطلعها (ألا هبي بصحنك فاصبحينا...ولا تبقي خمور الأندرينا)عيقال: إنها في نحو ألف بيت وإنما بقى منها ما حفظه الرواة وفيها من الفخر والحماسة العجب مات في الجزيرة الفراتية. قال في ثمار القلوب: كان يقال: فتكات الجاهلية ثلاث: فتكة البراض بعروة» وفتكة الحارث بن ظالم بخالد بن جعفر وفتكة عمرو بن كلثوم بعمرو بن هند الملك فتك به وقتله في دار ملكه وانتهب رحله وخزائنه وانصرف بالتغالية إلى بادية الشام ولم يصب أحد من أصحابه.

## نقد طه حسين
شكك طه حسين في شعر عمرو بن كلثوم، معللاً ذلك بأنه واضح النحل، ولا يمكن أن يكون شعراً جاهلياً، قال: «أحيط عمرو بن كلثوم في مولده ونشأته بل في مولد أمه بطائفة من الأساطير، لا يشك أشد الناس سذاجة في أنها لون من ألوان العبث والانتحال...أن عمرو بن كلثوم قد أحيط بطائفة من الأساطير جعلته إلى أبطال القصص أقرب منه إلى أشخاص التاريخ. ومع ذلك، فقد يظهر أنه وجد حقا، وقد يظهر أنه على خلاف من قدمنا ذكرهم من الشعراء. وقد أعقب؛ فصاحب الأغاني يحدثنا بأن له عقبا باقيا إلى أيامه. وسواء أكان عمرو بن كلثوم شخصا من أشخاص التاريخ أم بطلا من أبطال القصص، فإن القصيدة التي تنسب إليه لا يمكن أن تكون جاهلية أو لا يمكن أن تكون كثرتها جاهلية».

## وفاته
أجمع المؤرخون أن عمرو توفي في نهاية القرن السادس الميلادي، فلويس شيخو يرى أنه توفى نحو سنة 600م،ووافقه لودفيغ دبليو. آداميك في تقديره.بينما رجح الزركلي أن تكون وفاته سنة 584م.

## معلقته
أشهر شعره معلقته التي مطلعها «ألا هبي بصحنك فأصبحينا»، يقال: إنها في نحو ألف بيت وإنما بقي منها ما حفظه الرواة، وفيها من الفخر والحماسة العجب. قال صاحب كتاب "ثمار القلوب"، كان يقال: «فتكات الجاهلية ثلاث: فتكة البراض بعروة، وفتكة الحارث بن ظالم بخالد بن جعفر، وفتكة عمرو بن كلثوم بعمرو بن هند ملك المناذرة، فتك به وقتله في دار ملكه وانتهب رحله وخزائنه وانصرف بالتغالبة إلى خارج الحيرة ولم يصب أحد من أصحابه».
من شعره معلقته الشهيرة:

### منتقيات من شعره
لعمرو قصائد عدة، منها أبياته التي وصف بها أخواله: